# Dimorphotheca
 Dimorphotheca   Moench, 1794 è un genere di piante angiosperme dicotiledoni della famiglia delle Asteraceae (sottofamiglia Asteroideae).

## Etimologia
L'etimologia del nome del genere deriva da due parole greche: "dimorph" (= due forme), e "theke" (= custodia o contenitore), e fa riferimento alle due forme degli acheni all'interno di ciascun capolino.
Il nome scientifico del genere è stato definito dal botanico Conrad Moench (1744-1805) nella pubblicazione " Methodus Plantas Horti Botanici et Agri Marburgensis" (Methodus Plantas Horti Botanici et Agri Marburgensis) del 1794.

## Descrizione

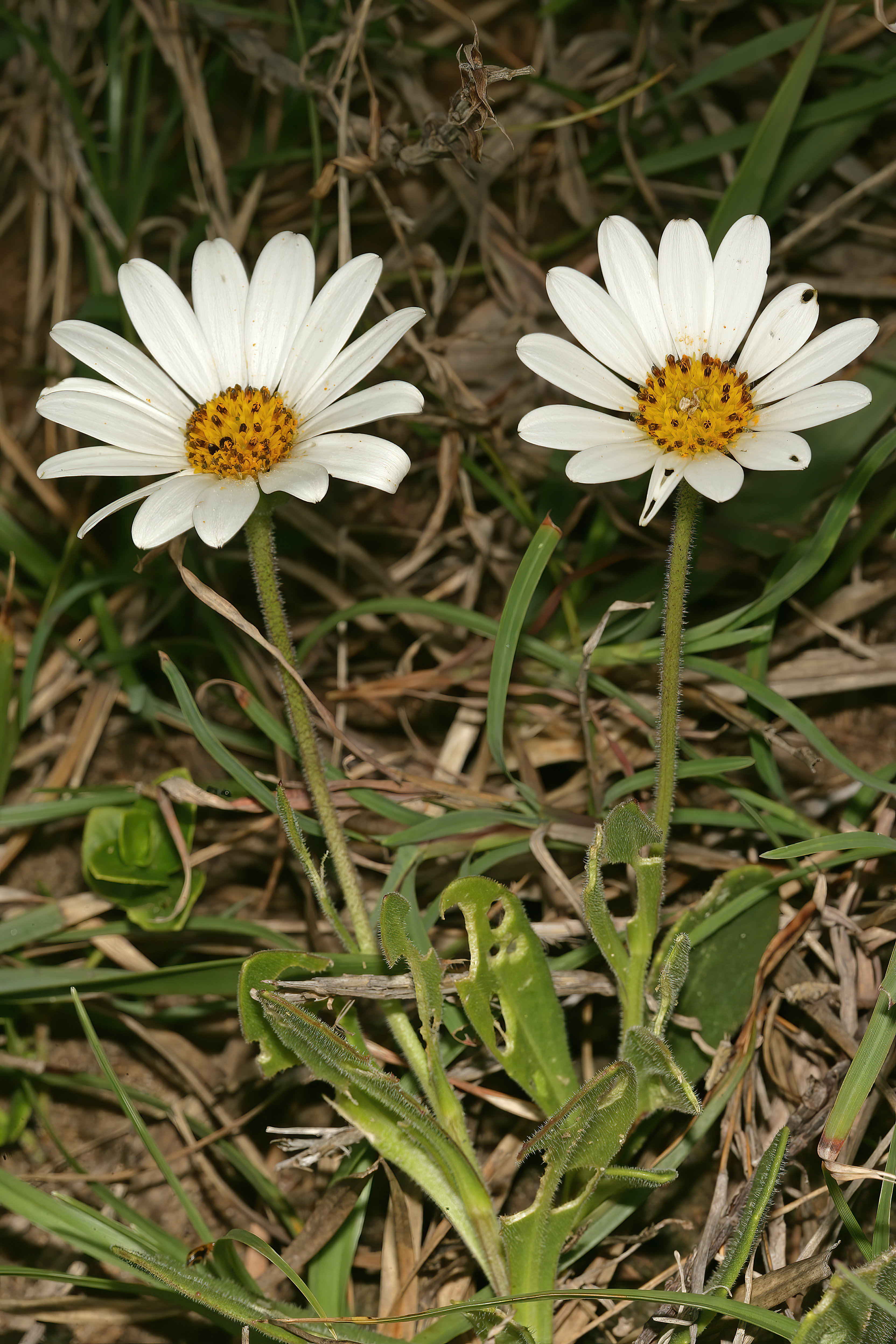
Il portamento
Dimorphotheca caulescens

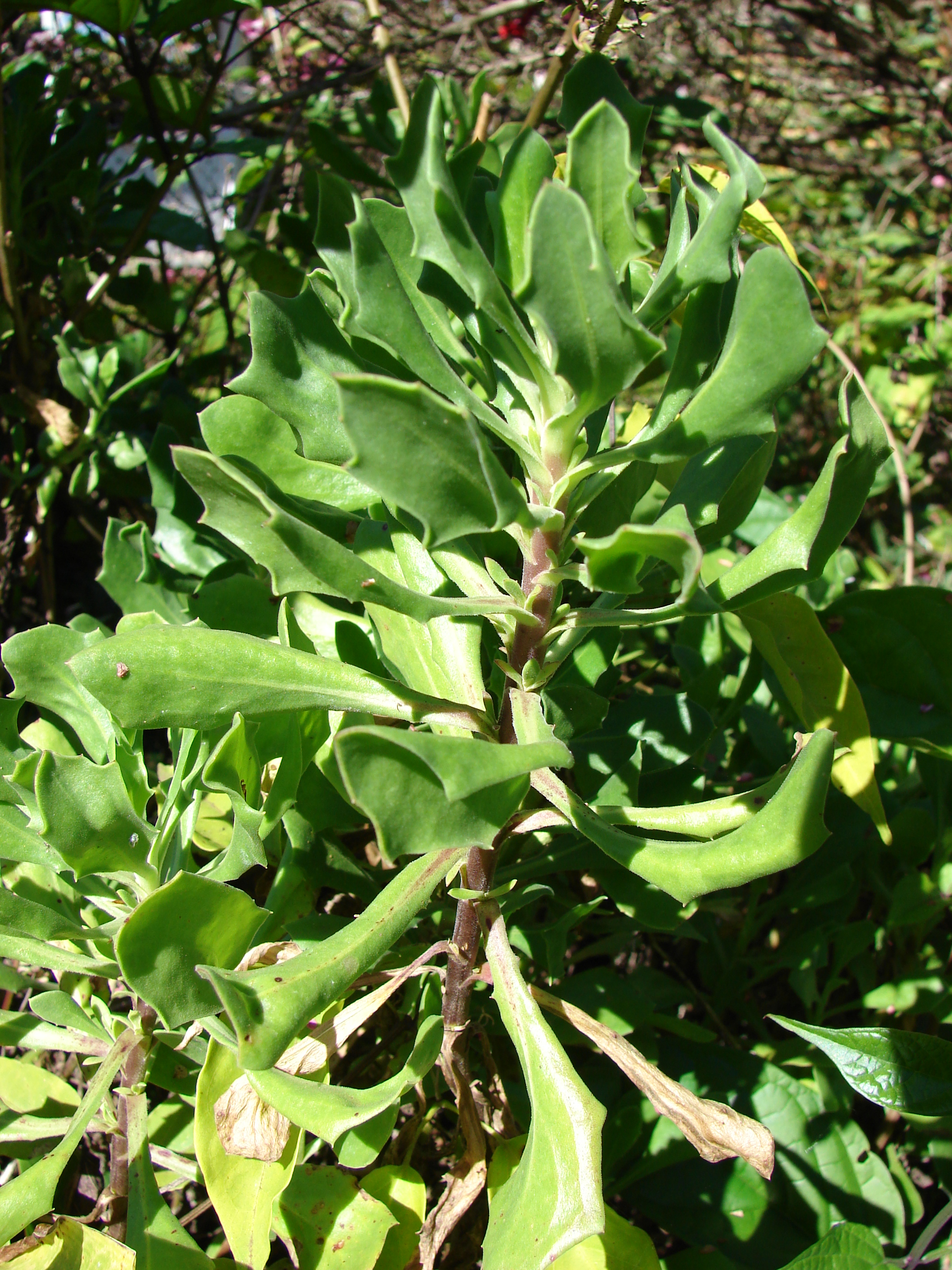
Le foglie
Dimorphotheca fruticosa

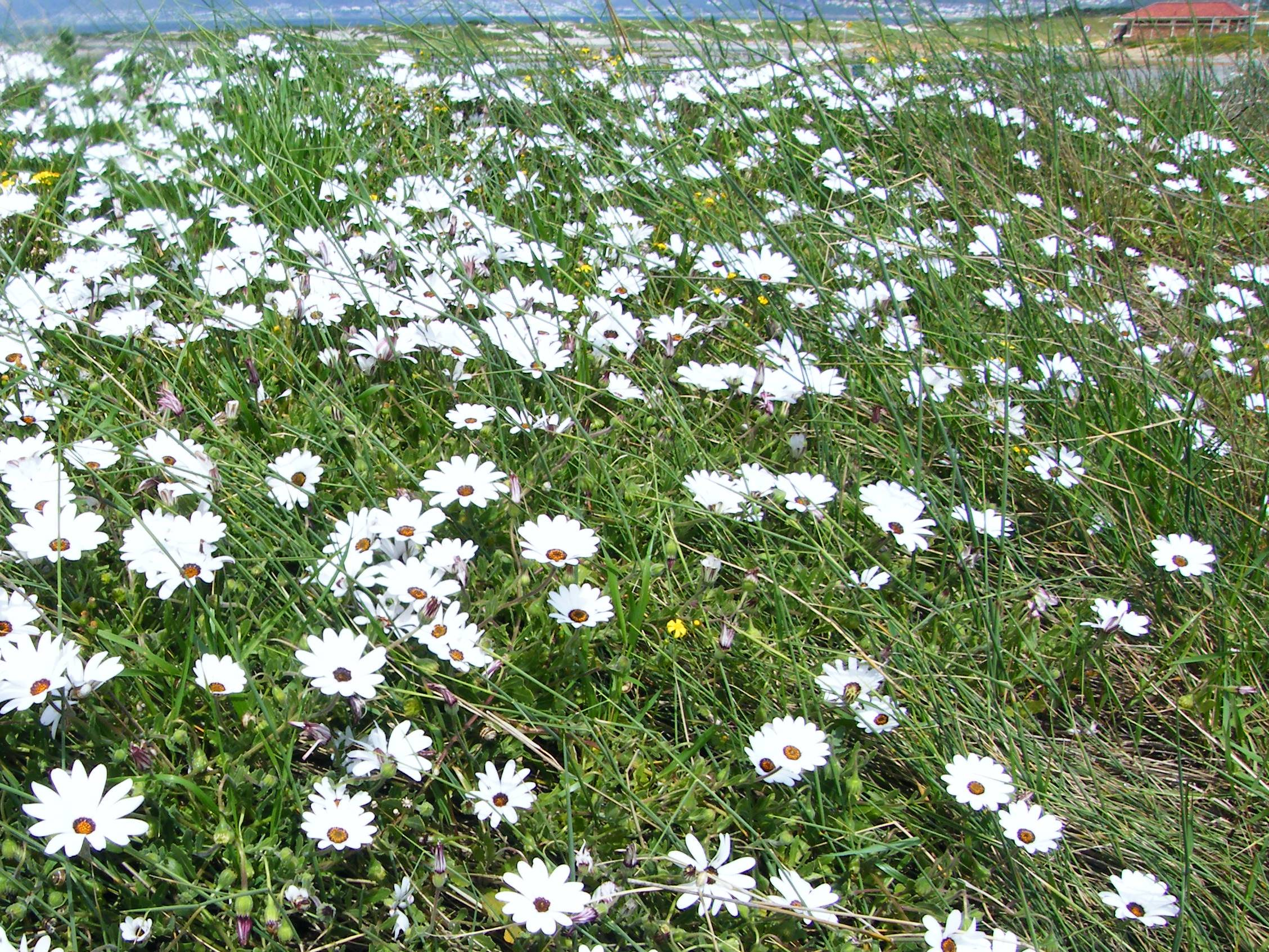
Infiorescenza
Dimorphotheca pluvialis

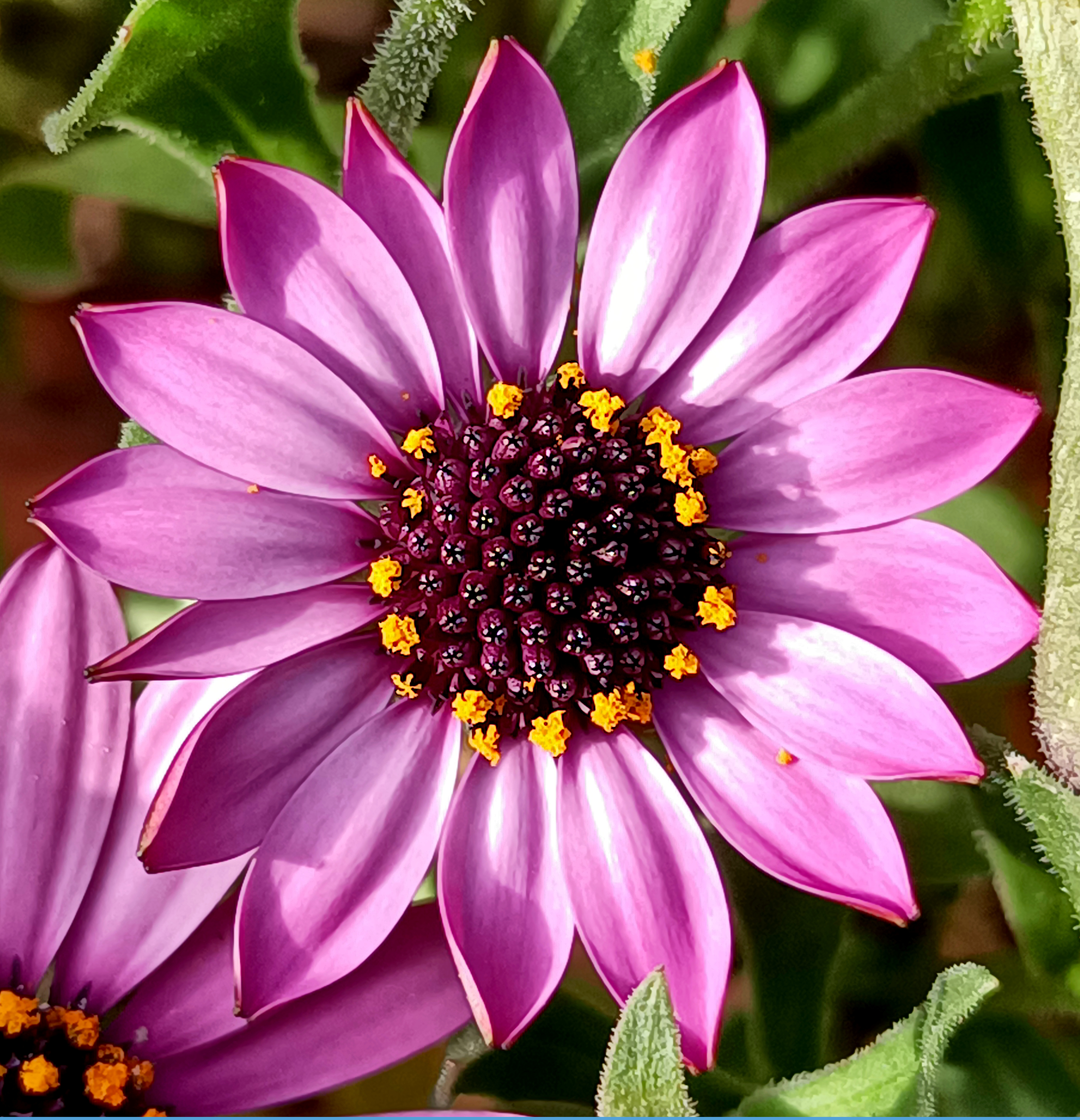
I fiori
Dimorphotheca ecklonis

Habitus. Le specie di questo genere hanno un habitus erbacee annuo o perenne, oppure arbustivo; sono inoltre prive di lattice. Alcune specie possono essere spinescenti.
Radici. Le radici sono secondarie da rizoma.
Fusto. La parte aerea in genere è eretta (da decombenti o prostrati a eretti), semplice o ramosa. I fusti possono essere glabri o aracnosi (eventualmente peloso-irti o stipitato-ghiandolosi). Altezza media: 5 – 40 cm (massimo 150 cm).
Foglie. Le foglie in genere sono cauline disposte in modo alternato e sono picciolate o sessili. Il contorno della lamina è intero o variamente diviso con forme da oblunghe o oblanceolate a lineari. I margini sono interi o dentati. La consistenza della foglia normalmente è erbacea con superficie glabra o scarsamente aracnose e/o stipitato-ghiandolari.
Infiorescenza. Le sinflorescenze sono sia scapose (singoli capolini) che composte da diversi capolini raccolti in formazioni corimbose. Le infiorescenze vere e proprie sono formate da un capolino terminale peduncolato di tipo radiato. Alla base dell'involucro (la struttura principale del capolino) può essere presente un calice formato da alcune brattee fogliacee. I capolini sono formati da un involucro, con forme da campanulate a emisferiche, composto da 15 - 21 brattee, al cui interno un ricettacolo fa da base ai fiori di due tipi: quelli esterni del raggio e quelli più interni del disco. Le brattee, glabre o pelose, con forme lanceolate, sono disposte in modo più o meno embricato su una-due serie e possono essere connate alla base;  talora possono avere un margine ialino. Il ricettacolo, a volte alveolato, è nudo (senza pagliette a protezione della base dei fiori); la forma varia da piatta a conica. Diametro degli involucri: 5 – 20 mm.
Fiori.  I fiori (fiori del raggio: da 10 a 21 su una serie per capolino; fiori del disco: da 15 a 50 per capolino) sono tetra-ciclici (formati cioè da 4 verticilli: calice – corolla – androceo – gineceo) e pentameri (calice e corolla formati da 5 elementi). Sono inoltre ermafroditi, più precisamente i fiori del raggio (quelli ligulati e zigomorfi) sono femminili-sterili, femminili-fertili o neutri; mentre quelli del disco centrale (tubulosi e actinomorfi) sono bisessuali o funzionalmente maschili.
- Formula fiorale:

*/x K {\displaystyle \infty }, [C (5), A (5)], G 2 (infero), achenio
- Calice: i sepali del calice sono ridotti ad una coroncina di squame.
- Corolla: nella parte inferiore i petali della corolla sono saldati insieme e formano un tubo. In particolare le corolle dei fiori del disco centrale (tubulosi) terminano con delle fauci dilatate a raggiera con cinque lobi più o meno patenti. Nella corolla dei fiori periferici (ligulati) il tubo si trasforma in un prolungamento ligulato, terminante generalmente con tre denti. Il colore delle corolle (i fiori del raggio) è bianco, rosa o porpora, ma anche giallo e arancio.
- Androceo: gli stami sono 5 con dei filamenti liberi. La parte basale del collare dei filamenti può essere dilatata. Le antere invece sono saldate fra di loro e formano un manicotto che circonda lo stilo. Le appendici apicali delle antere sono piatte con forme triangolari-ovate. Le teche (produttrici del polline) non sono calcarate (sono cioè prive di speroni), ma hanno le code (caudate). La struttura delle antere è di tipo tetrasporangiato, raramente sono bisporangiate. Il tessuto endoteciale è polarizzato. Il polline è di tipo echinato (con punte sporgenti) a forma sferica.
- Gineceo: l'ovario è infero uniloculare formato da 2 carpelli. Lo stilo (il recettore del polline) è corto e biforcato con due stigmi nella parte apicale. Gli stigmi hanno una forma variabile da subtroncata a ottusa; possono essere ricoperti da minute papille o avere dei penicilli apicali. Le superfici stigmatiche sono continue (e divise almeno alla base) o separate. Dei peli radicali formano un anello alla base dello stilo; la pubescenza può arrivare fin sotto gli stigmi.

Frutti. I frutti sono degli acheni senza pappo. Gli acheni presentano a volte un esocarpo carnoso e colorato e sono molto variabili nelle forme e dimensioni: possono essere rostrati, orbicolari, obovati, curvi, a becco, alati o fenestrati (con fori). Inoltre possono essere eteromorfi ma anche dimorfici nella stessa pianta: gli acheni dei fiori del disco sono piatti con margini spessi; gli acheni dei fiori del raggio sono a tre lati o affusolati (talvolta alati o tubercolati).

## Biologia
Impollinazione: l'impollinazione avviene tramite insetti (impollinazione entomogama tramite farfalle diurne e notturne).

Riproduzione: la fecondazione avviene fondamentalmente tramite l'impollinazione dei fiori (vedi sopra).

Dispersione: i semi (gli acheni) cadendo a terra sono successivamente dispersi soprattutto da insetti tipo formiche (disseminazione mirmecoria). In questo tipo di piante avviene anche un altro tipo di dispersione: zoocoria. Infatti gli uncini delle brattee dell'involucro (se presenti) si agganciano ai peli degli animali di passaggio disperdendo così anche su lunghe distanze i semi della pianta. Inoltre per merito del pappo il vento può trasportare i semi anche a distanza di alcuni chilometri (disseminazione anemocora).

## Distribuzione e habitat
Le specie di questo genere sono distribuite in Sudafrica; ma sono introdotte in varie zone (Europa, Nordamerica, Australia).

## Tassonomia
La famiglia di appartenenza di questa voce (Asteraceae o Compositae, nomen conservandum) probabilmente originaria del Sud America, è la più numerosa del mondo vegetale, comprende oltre 23.000 specie distribuite su 1.535 generi, oppure 22.750 specie e 1.530 generi secondo altre fonti (una delle checklist più aggiornata elenca fino a 1.679 generi). La famiglia attualmente (2021) è divisa in 16 sottofamiglie; la sottofamiglia Asteroideae è una di queste e rappresenta l'evoluzione più recente di tutta la famiglia.

### Filogenesi
Il genere di questa voce è descritto nella tribù Calenduleae (una delle 21 tribù della sottofamiglia Asteroideae). Da un punto di vista filogenetico, la tribù Calenduleae fa parte del supergruppo (o sottofamiglia) "Asteroideae grade"; l'altro è il supergruppo "Non-Asteroideae" contenente il resto delle sottofamiglie delle Asteraceae. All'interno del supergruppo è vicina alle tribù Senecioneae, Gnaphalieae, Astereae e Anthemideae.
Attualmente il genere viene diviso nelle 4 seguenti sezioni:
- Sect. Blaxium (Cass.) DC.
- Sect. Castalis  (Cass.) DC.
- Sect. Dimorphotheca
- Sect. Acanthotheca  (DC.) J.C.Manning & Goldblatt

Il cladogramma seguente, tratto dallo studio citato e semplificato, mostra una possibile configurazione filogenetica della tribù evidenziando la posizione del genere di questa voce.
|  | Dimorphotheca                                                                         |
|  |                                                                                       |
|  | \| \| Calendula \| \| \| \| \| \| Osteospermum \| \| \| \| \| \| Gibbaria \| \| \| \| |
|  |                                                                                       |
|  | Calendula                                                                             |
|  |                                                                                       |
|  | Osteospermum                                                                          |
|  |                                                                                       |
|  | Gibbaria                                                                              |
|  |                                                                                       |

|  | Calendula    |
|  |              |
|  | Osteospermum |
|  |              |
|  | Gibbaria     |
|  |              |

|  | Dimorphotheca                                                                         |
|  |                                                                                       |
|  | \| \| Calendula \| \| \| \| \| \| Osteospermum \| \| \| \| \| \| Gibbaria \| \| \| \| |
|  |                                                                                       |
|  | Calendula                                                                             |
|  |                                                                                       |
|  | Osteospermum                                                                          |
|  |                                                                                       |
|  | Gibbaria                                                                              |
|  |                                                                                       |

|  | Calendula    |
|  |              |
|  | Osteospermum |
|  |              |
|  | Gibbaria     |
|  |              |

I caratteri distintivi del genere  Dimorphotheca  sono:
- i fiori del raggio sono femminili-sterili o neutri;
- i fiori del disco sono ermafroditi con acheni piatti;
- il colore dei fiori del raggio sono bianchi, rosa o porpora.

Il numero cromosomico delle specie di questo genere è: 2n = 18 e 20.

### Elenco delle specie
Questo genere ha 19 specie:
- Dimorphotheca acutifolia Hutch.
- Dimorphotheca barberae Harv.
- Dimorphotheca caulescens Harv.
- Dimorphotheca chrysanthemifolia (Vent.) DC.
- Dimorphotheca cuneata (Thunb.) DC.
- Dimorphotheca dregei DC.
- Dimorphotheca ecklonis DC.
- Dimorphotheca fruticosa (L.) DC.
- Dimorphotheca jucunda E.Phillips
- Dimorphotheca montana Norl.
- Dimorphotheca nudicaulis (L.) DC.
- Dimorphotheca pluvialis (L.) Moench
- Dimorphotheca polyptera DC.
- Dimorphotheca sinuata DC.
- Dimorphotheca spectabilis Schltr.
- Dimorphotheca tragus (Aiton) B.Nord.
- Dimorphotheca venusta (Norl.) Norl.
- Dimorphotheca walliana (Norl.) B.Nord.
- Dimorphotheca zeyheri Sond.

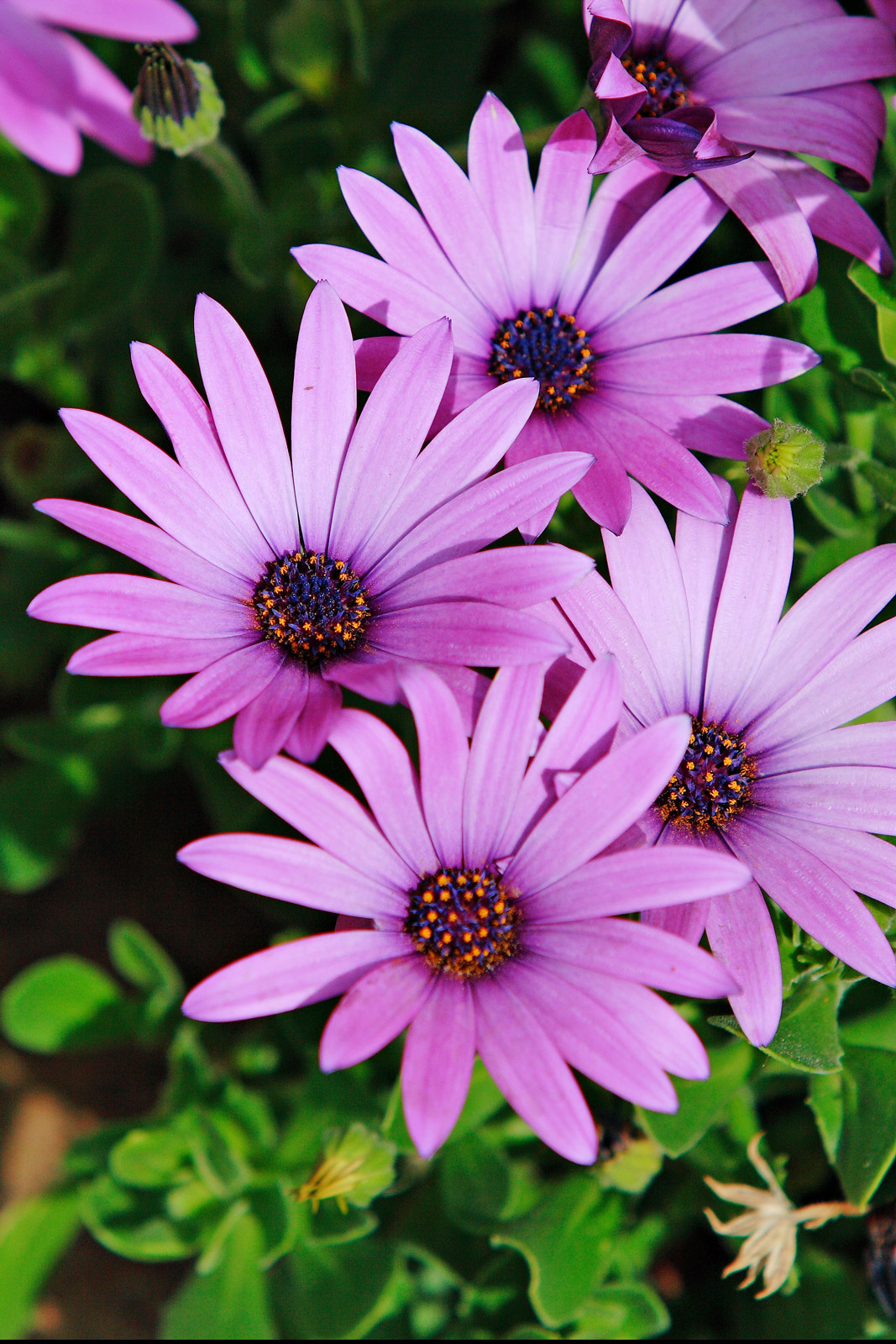
Dimorphotheca barberae
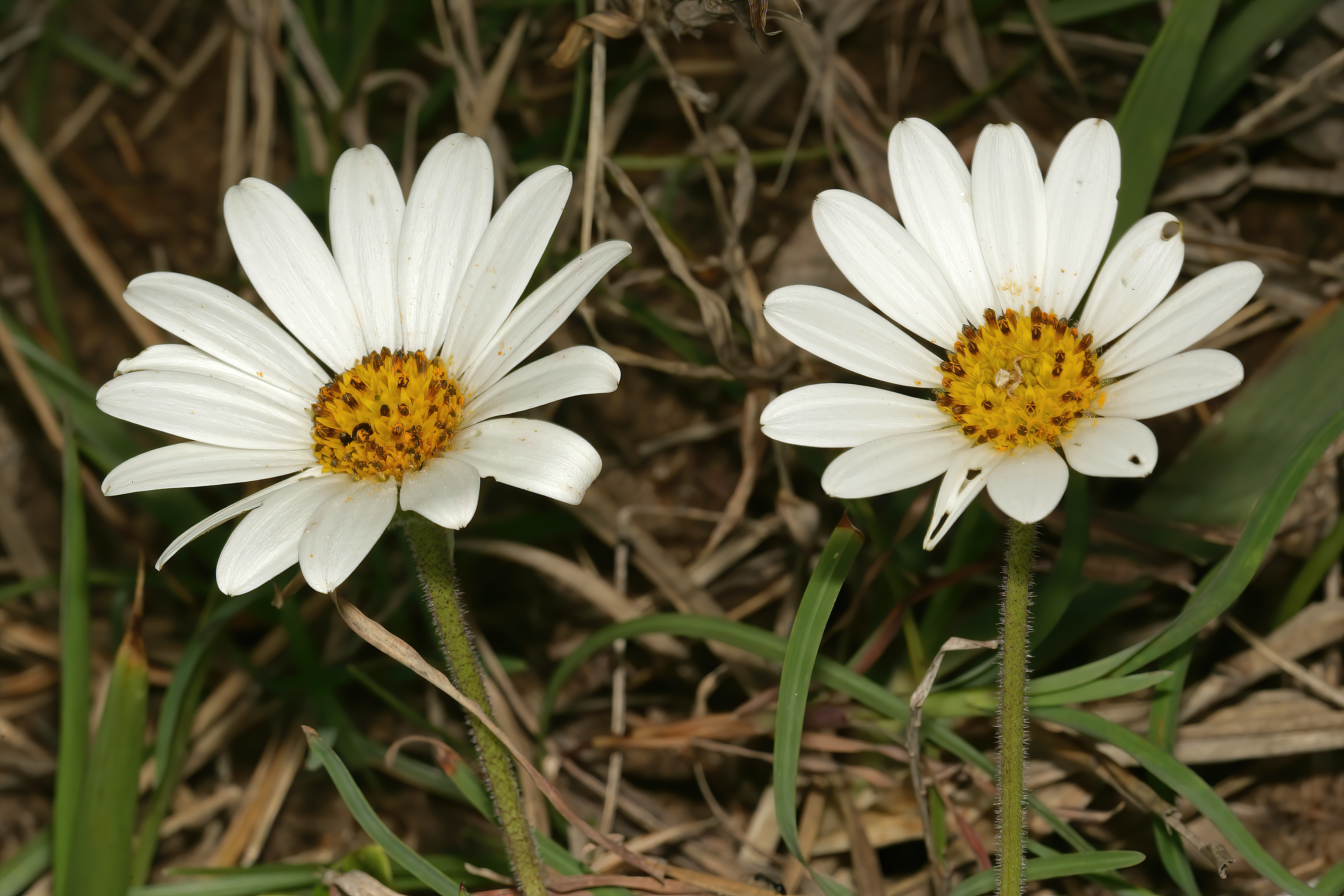
Dimorphotheca caulescens
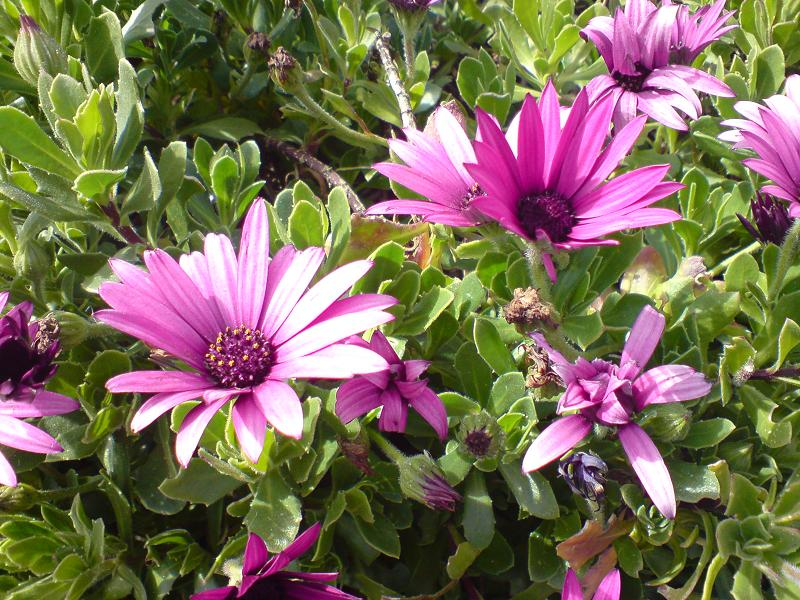
Dimorphotheca ecklonis
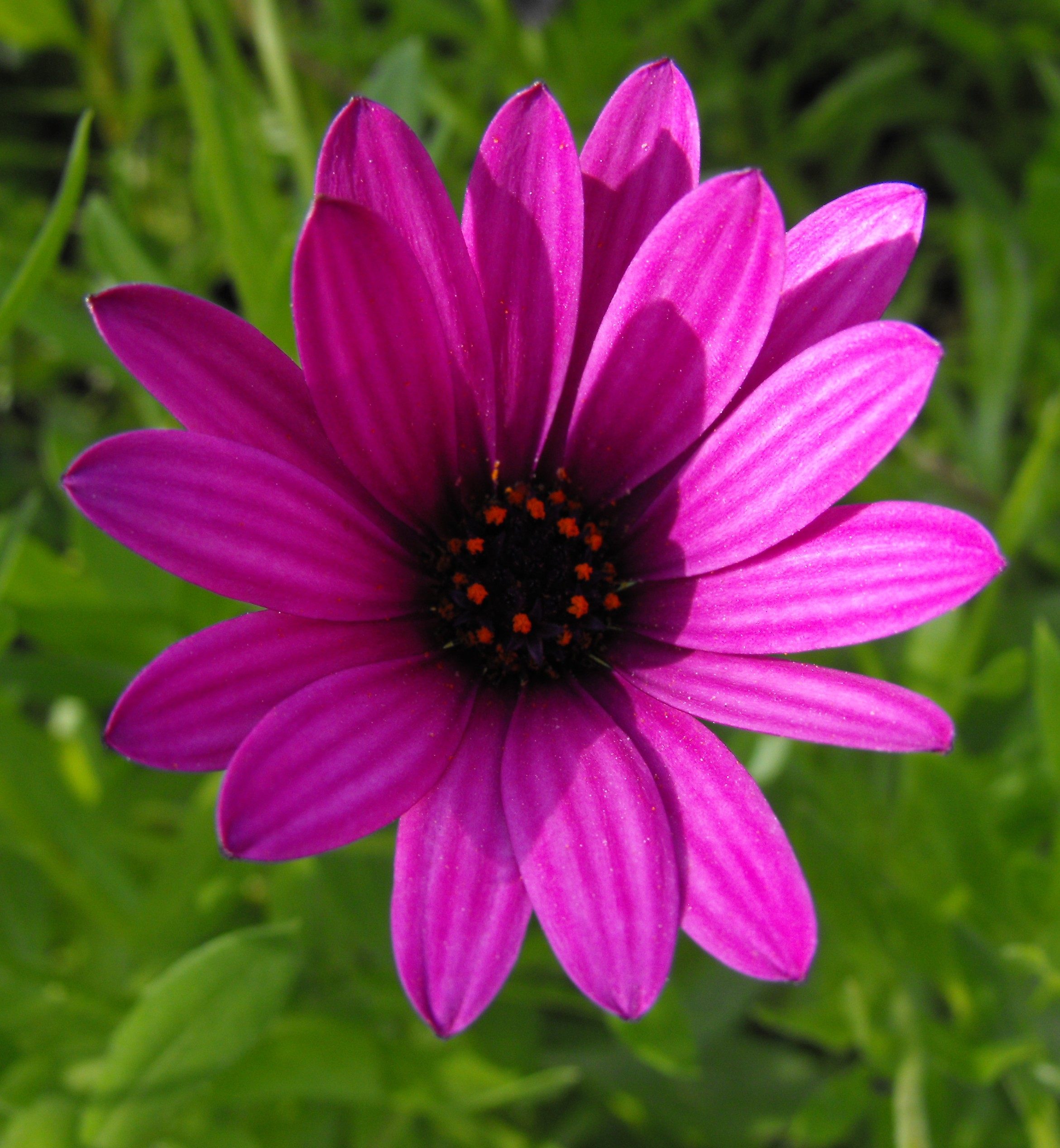
Dimorphotheca fruticosa
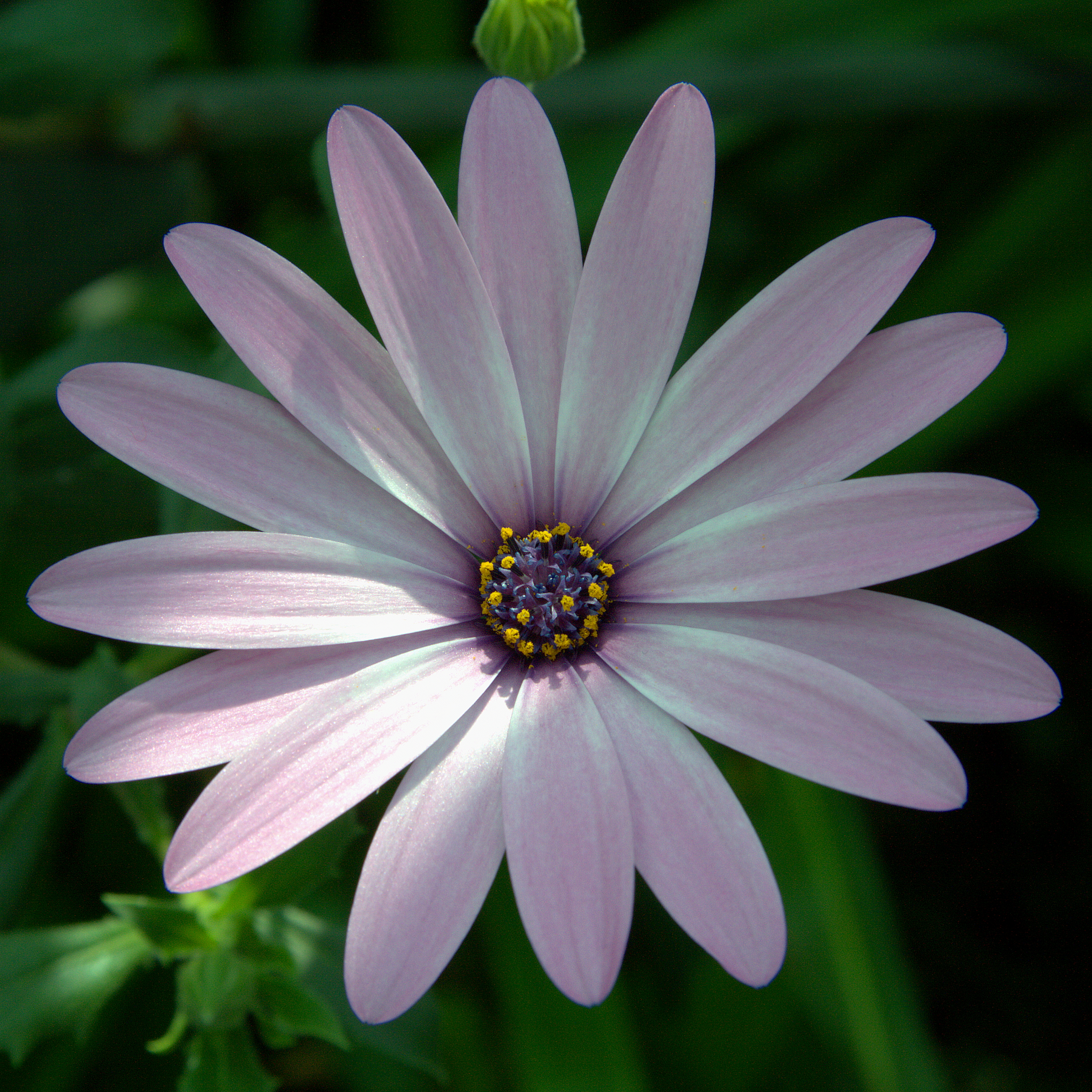
IDimorphotheca jucunda
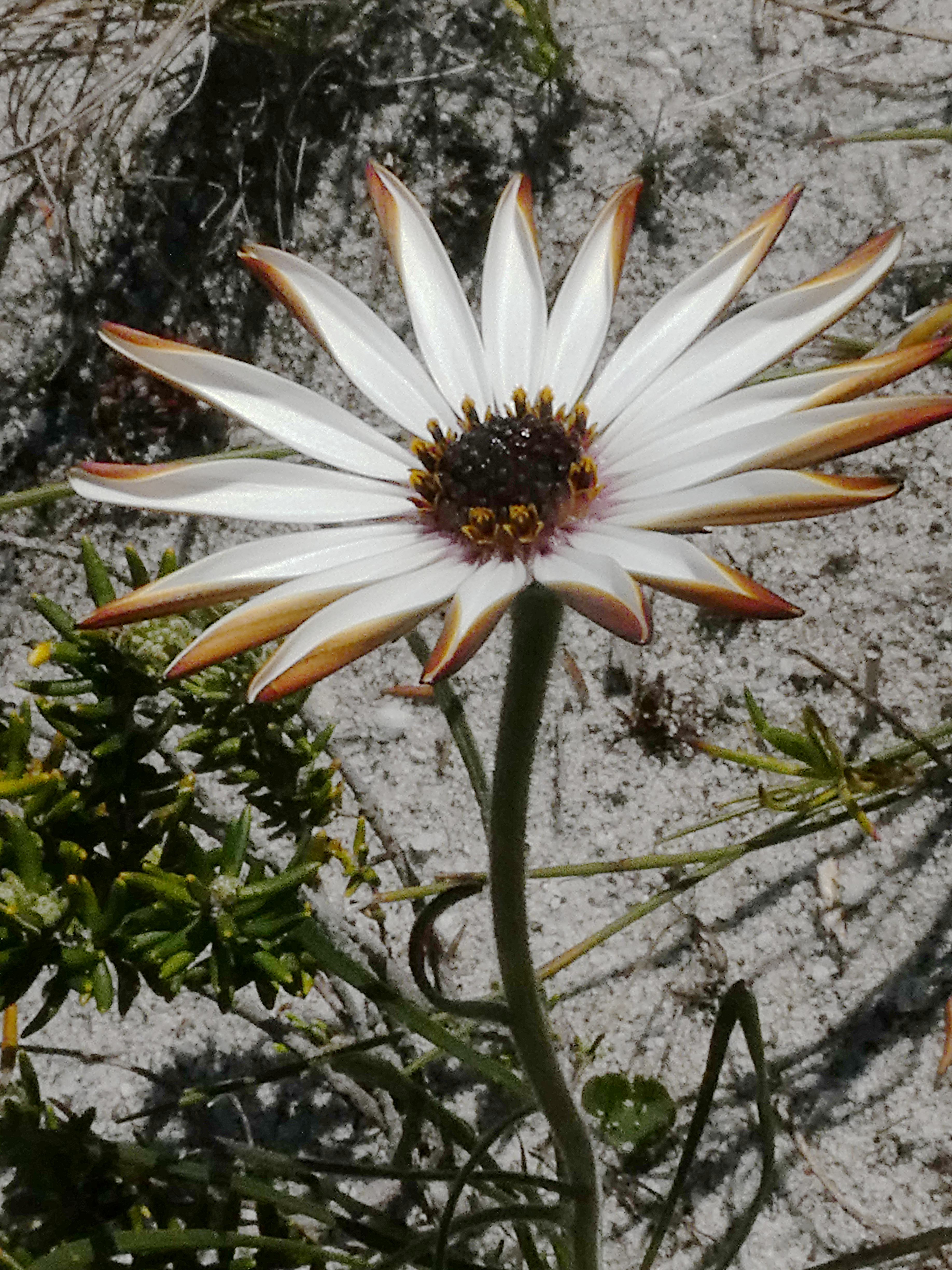
Dimorphotheca nudicaulis
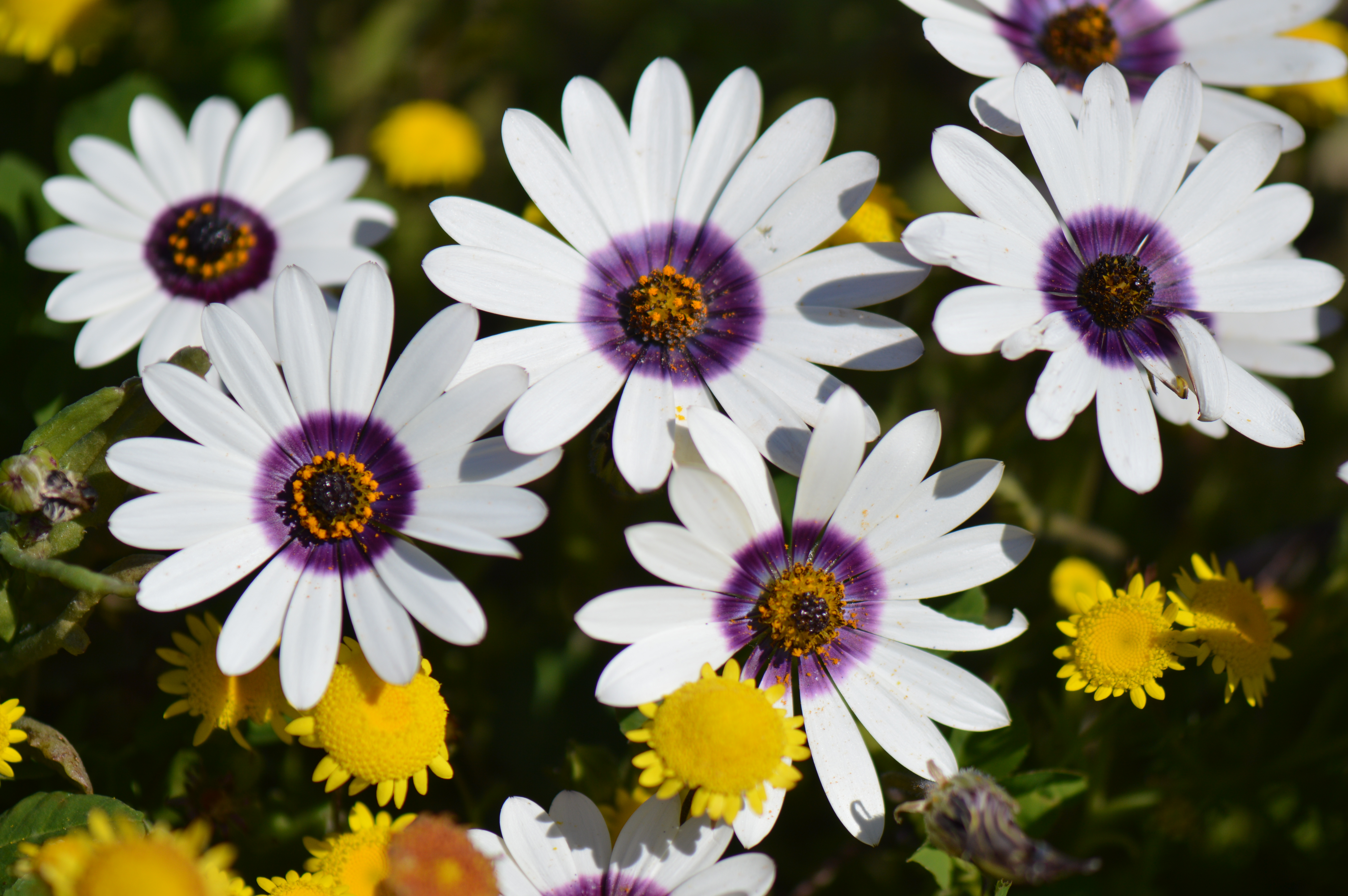
Dimorphotheca pluvialis
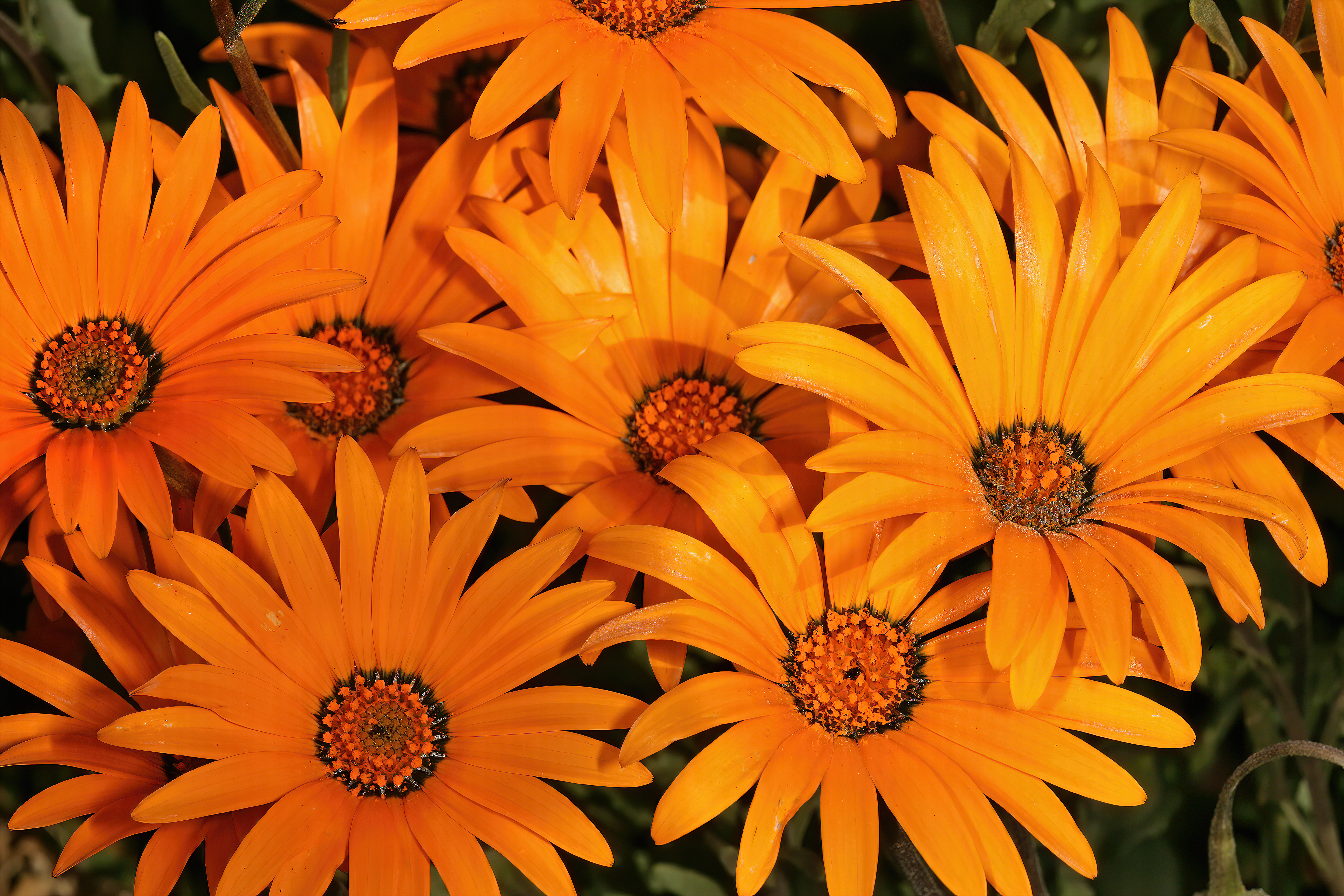
Dimorphotheca sinuata
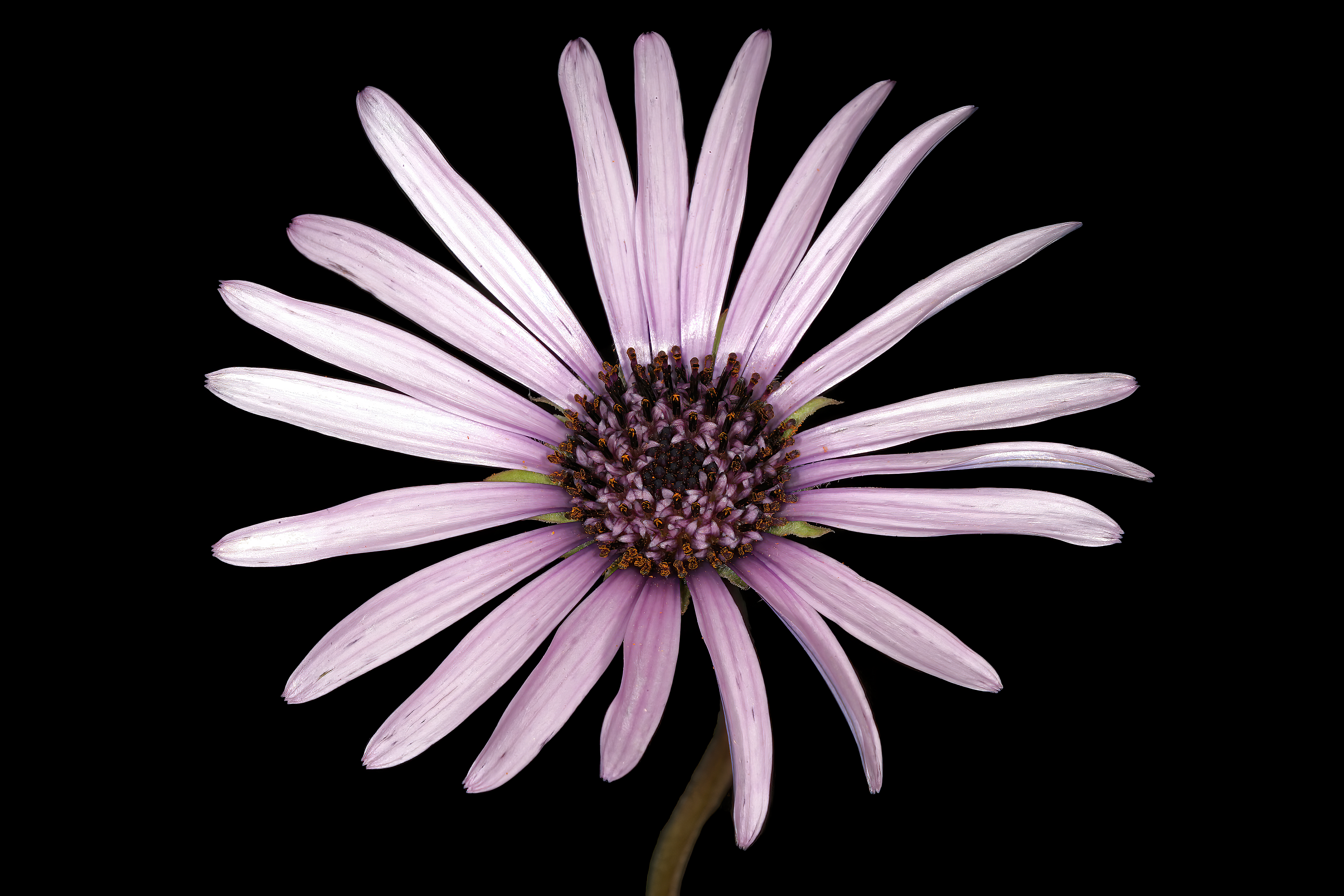
'Dimorphotheca spectabilis'
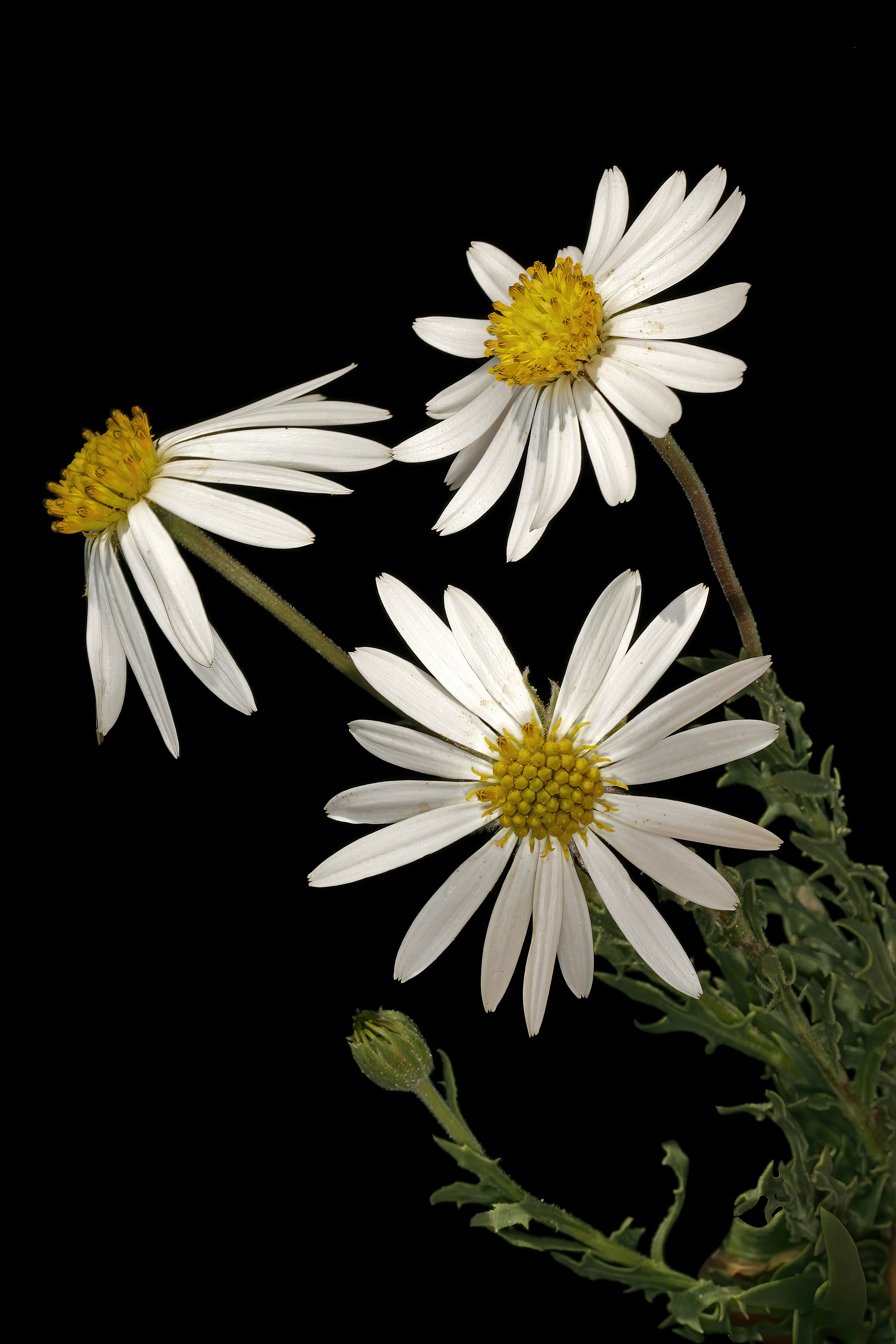
Dimorphotheca zeyheri

### Sinonimi
Sono elencati alcuni sinonimi per questa entità:
- Meteorina Cass.. 1818
- Acanthotheca  DC., 1838
- Arnoldia  Cass., 1824
- Blaxium  Cass., 1824
- Castalis  Cass., 1824
- Gattenhoffia  Neck., 1790